# Église Santa Maria Nuova de Pérouse
L'église Santa Maria Nuova (en italien : Chiesa di Santa Maria Nuova) est un édifice religieux datant du XIIIe siècle. Elle est située via Pinturicchio dans le rione de Porta Sole  à Pérouse, en Ombrie (Italie).

## Histoire
L'histoire de l'église est très ancienne et date du XIIIe siècle et passe à l'Ordre des Sylvestrins au début du XIVe siècle jusqu'à 1540 quand elle passe aux Servites car leur église Santa Maria dei Servi est démolie pour laisser place à la Rocca Paolina. À cette date elle prend le nom de Santa Maria Nuova.
L'église est toujours sacralisée.

## Description

### Extérieur
L’édifice a subi d'importantes modifications au cours des siècles. De l’ancienne construction, il ne reste à l'extérieur sur le flanc gauche que le portail et deux arcades ogivales. La façade comporte un portail du XVe siècle et une montée d'escalier à deux rampes du XVIIIe siècle.

### Intérieur
L’intérieur qui comporte trois nefs est de style Renaissance tardif. Il reste des traces de l'ancienne construction gothique dans l'abside et dans les deux chapelles des deux nefs mineures. L'église comporte à l'intérieur au-dessus de l'entrée un grand orgue datant de la fin du Cinquecento et des premières années du XVIIe siècle. 

#### Œuvres
La décoration de la nef centrale des colonnes et des intrados des arcs est attribuée à divers artistes comme  Giovanni Francersco Bassotti, Giuseppe Amadei (it), Aldo Mazzi et Andrea Appiani.
Dans la première chapelle à droite dite « chapelle du crucifix »  une porte mène à l'oratoire de la  confraternita del Crocifisso, dont le voûtes sont décorées des architectures illusionnistes peintes  (quadratura) œuvre de Pietro Carattoli (it). 
Dans la nef, le second autel dit « autel du gonfalon » comporte un retable de Jésus-Christ laçant des éclairs sur Pérouse et la Vierge avec les saints Benoît et Scolastique et le Bienheureux Paolo Bigazzini qui tentent de calmer la colère divine (1471). 
L'autel suivant conservait un retable d'Andrea d’Assisi dit « l’Ingegno » (lequel est perdu). 
Un baldaquin du XVIe siècle fait face des deux premières colonnes de la nef.
La croisée du transept comporte l'« autel des Oltremontani  » avec les statues des  saints  Louis et Henry.
Dans la chapelle droite de l'abside se trouve le sarcophage de Braccio I Baglioni (it) (1419 – 1479) et des fresques du XIVe siècle. 
L’abside de style gothique possède un chœur en bois ciselé (1456).
Dans la chapelle gauche de l'abside se trouvent des restes de fresques de Lazzaro Vasari (vers 1444), bisaïeul de Giorgio Vasari, tandis que dans la petite chapelle à l'entrée se trouve une Vierge trônant parmi les anges (XVIe siècle).
L'église comptait trois œuvres du Pérugin qui ont été déplacées au cours du XXe siècle :
- Galerie nationale de l'Ombrie :  L'Adoration des mages et la Pala Signorelli[1]
- National Gallery de Londres :  Vierge à l'Enfant entre les saints Jérôme et François

Au numéro  87 via Pinturicchio se trouve un cloître du XVIe siècle avec de grands arcs en briques soutenus par des colonnes en travertin et le campanile (1644) réalisé probablement d'après un dessin de Galeazzo Alessi.

## Sources
- Voir liens externes.